# D6 (standard di videoregistrazione)
Il D6 (nome della convalida SMPTE) è un formato di videoregistrazione digitale concepito per l'alta definizione. Il D6 può registrare un segnale video HD in maniera non compressa.

## Storia
Il formato D6 è prodotto Thomson Grass Valley ed è frutto di un progetto congiunto tra Philips (in seguito BTS e poi acquisita dalla Thomson) e la Toshiba, rispettivamente per quanto riguarda la parte elettronica e meccanica e il processore digitale. L'unico modello prodotto è il DCR 6024, noto anche come Voodoo. Il sistema è orientato alla fascia più alta della produzione televisiva e cinematografica digitale, secondo la casa produttrice nel periodo dal 2000 al 2005 sono stati venduti circa 70 videoregistratori.

## Aspetti tecnici
Il D6 è in grado di registrare video ad alta definizione in maniera non compressa, e questo fa sì che anche alla ventesima generazione non ci siano perdite di qualità percettibili. Il videoregistratore può funzionare anche come registratore di dati, in grado di registrare e riprodurre file DPX 2k alla cadenza di 6 fotogrammi al secondo tramite una connessione di tipo HIPPI: la registrazione video e quella dati sono opzioni installabili o meno sulla stessa macchina, che può anche funzionare singolarmente come registratore di dati grezzi da 1 Gbit/s.

### Specifiche di registrazione
- Formato del nastro D6, secondo specifica SMPTE 277/278M, videocassetta con nastro di metallo particolato da 19mm, simile ma non compatibile con le videocassette D1 e D2.
- Scansione elicoidale, tamburo da 96 mm
- Larghezza tracce: 22 µm
- Spessore del nastro: 11 µm
- Velocità relativa nastro/testine: ~46 m/s
- Velocità del nastro: ~497 mm/s
- Registrazione e riproduzione di un flusso dati di 1 Gbit/s
- Riproduzione rallentata +/- ¼ e con video visibile in modalità ricerca.
- Tempi di registrazione:
  - Tipo Small 8 minuti
  - Tipo Medium 28 minuti
  - Tipo Large 64 minuti

### Configurazione delle testine
- testine di registrazione: 2 gruppi di 8, a 180°
- Testine di riproduzione: 2 gruppi di 8, a 180°
- Testine di cancellazione: 2, a 180° 
  - Numero totale: 34 testine sul tamburo.
- Tracce longitudinali: Control track, Timecode e Audio analogico (cue).
- Correzione di errore video: codice Reed Solomon 2D

### Formati supportati
- Formati HDTV (SMPTE 274M)
- modi progressivi
  - 1920 x 1080 @ 24p
  - 1920 x 1080 @ 23.97p
  - 1920 x 1080 @ 25p
- modi ”segmented frame”
  - 1920 x 1080 @ 24sF
  - 1920 x 1080 @ 23.97sF
  - 1920 x 1080 @ 25sF
- modi interlacciati
  - 1920 x 1080 @ 60i
  - 1920 x 1080 @ 59.94i
  - 1920 x 1080 @ 50i 2:1
- Alcuni formati possono essere convertiti durante la riproduzione

### Campionamento video
- Frequenza di campionamento 4:2:2: 
  - Luminanza Y 74.25 MHz e 74.25/1.001 = 74.1758 MHz
  - Crominanza 37.125 MHz e 37.125/1.001 = 37.0879 MHz
- Quantizzazione:
  - Luminanza = 10 Bit a 24/25 fps e 8 bit a 30 fps
  - Crominanza = 8 Bit

### Sezione audio
- 30 Fps: 10 Canali
- 24/25 Fps: 12 Canali
- Audio standard AES/EBU
- Frequenza di campionamento: 48 KHz
- Quantizzazione: I/O digitale a 20 o 24 bit